# كلارا فاي
كلارا فاي (بالألمانية: Clara Fey)‏ (و. 1815 – 1894 م) هي راهبة، ومُدرسة ألمانية، ولدت في آخن، توفيت في سيمبلفيلد، عن عمر يناهز 79 عاماً.